# ژائو شیائودینگ
ژائو شیائودینگ (انگلیسی: Zhao Xiaoding؛ زادهٔ ۳۰ سپتامبر ۱۹۶۸) فیلم‌بردار و عکاس اهل چین است.
از فیلم‌ها یا مجموعه‌های تلویزیونی که وی در آن‌ها نقش داشته است می‌توان به خانه خنجرهای پران و نفرین گل طلایی اشاره نمود.